# Тама (річка)
Та́ма (яп. 多摩川, たまがわ, тама-ґава) — річка в регіоні Канто, в Японії. Бере початок на вершині Касаторі гір Оку-Тітібу. Впадає в Токійську затоку. Протікає територією префектур Яманасі, Канаґава і Токіо. Нижня течія річки виконує роль кордону між двома останніми префектурами. Довжина — 138 км.